# السوادية (البيضاء)
السوادية هي إحدى مدن محافظة البيضاء اليمنية. بلغ تعداد سكانها 26763 نسمة حسب التعداد السكاني في اليمن لعام 2004.